# コロネン
コロネン (coronene) は多環芳香族炭化水素の一種で、ベンゼン環が環状に 6個つながった構造を持つ平面分子である。化学式は C24H12。

## 性質・特徴
黄または金色の粉末または針状晶で、融点は 428 ℃、沸点は 525 ℃である。水には溶けないが非極性溶媒には可溶で、溶液は青色の蛍光を放つ。非常に安定であり、また蒸気圧が低いことから、高真空下での利用が試みられている。分子の大きさは約1ナノメートルで、走査型トンネル顕微鏡で観測することができる。
他の多環芳香族炭化水素と共にコールタールやこげの中に含まれる。また、カルパチア石 (Karpatite) と呼ばれる鉱物として産出する。
名称は太陽のコロナからとられた。

## 古環境推定
コロネンは生物史における五大大量絶滅期に相当するP-T境界（ペルム紀末、約2億5100万年前）とF-F境界（後期デボン紀、約3億7220万年前）の堆積岩で濃縮していることが報告されている。アジアやヨーロッパなど世界に幅広く分布することから、当時の火成活動が世界規模で影響を与えていた証拠として扱われており、火山噴火指標として扱える世界初の有機分子となった。